# Agabus clypealis
Agabus clypealis é uma espécie de escaravelho da família Dytiscidae.
Pode ser encontrada nos seguintes países: Dinamarca, Alemanha, Letónia, Polónia, Rússia e Suécia.